# William Petty, 1:e markis av Lansdowne
William Petty, 1:e markis av Lansdowne, mest bekant under sin irländska titel earl av Shelburne, statsman, född 2 maj 1737, död 7 maj 1805. Han var Storbritanniens premiärminister mellan 1782 och 1783. Han var dottersons son till William Petty, son till John Petty, 1:e earl av Shelburne samt far till John Petty, 2:e markis av Lansdowne och Henry Petty-Fitzmaurice, 3:e markis av Lansdowne.

## Biografi
Lansdowne föddes som William Fitzmaurice i Dublin, Irland och antog 1751 namnet Petty. 1761 blev han medlem av underhuset, men tog vid faderns död samma år plats i överhuset och tog då även över titeln earl av Shelburne. Han var nära förbunden med lord Bute och användes av denne till att övertala Charles James Fox att skaffa underhusets gillande åt Parisfreden 1763. Samma år blev han handelsminister i George Grenvilles ministär, men avgick efter några månader, då han inte lyckades få in William Pitt d.ä. i kabinettet. 
I Pitts andra ministär blev han "statssekreterare för södra departementet" och fick som sådan även ledningen av kolonialärendena. I likhet med Pitt, vilken han brukade kalla sin "läromästare i politiken", försökte han genom en försonlig politik åstadkomma en uppgörelse med de nordamerikanska kolonisterna, men Pitts tilltagande sjukdom lämnade honom utan stöd mot de övriga ministrarnas och konungens omedgörliga åskådning och i oktober 1768 fick han avsked. 
Under hela 1770-talet tillrådde han, såsom en av oppositionens främste talare och efter Pitt d.ä:s död 1778 dess ledare i överhuset, eftergifter åt kolonisterna samt inträdde i mars 1782 som inrikesminister i Rockinghams ministär, vars chef han blev efter Rockinghams död i juli samma år. Fox lämnade då ministären, och William Pitt d.y. inträdde som skattkammarkansler. Nu slöts ett provisoriskt fredsfördrag med kolonierna, där Förenta staternas oberoende erkändes (nov. 1782), och fredspreliminärer avtalades med Frankrike och Spanien, men fredsvillkoren förkastades av underhuset (22 februari 1783), och ministären Shelburne fick vika för koalitionen mellan Fox och lord North. 
Den besegrade premiärministern avböjde 1784 att inträda i Pitt den yngres ministär och upphöjdes då i stället till markis av Lansdowne. Han understödde sedermera i det hela Pitts politik, men sökte vid flera tillfällen (1793, 1797 och 1803) vinna överhuset för ett fredsslut med Frankrike. 
Han hade väsentligen ökat sin släkts rikedomar genom sitt giftermål (1765) med Sophia Carteret, arvtagerska till earl Granville, och inköpte 1767 av lord Bute dennes ståtliga palats i London, nu Lansdowne House , som blev en samlingsplats för Londons politiska och litterära värld. 
Själv var han ständigt impopulär och misstrodd (Burke till exempel jämförde honom både med Catilina och Borgia), men en senare forskning har gjort större rättvisa åt hans statsmannablick och syftet med hans oftast genom ett taktlöst framförande misslyckade reformsträvanden.